# آن هارفي
آن هارفي هي صيادة سمك كندية، ولدت في 1811 في Isle aux Morts ‏ في كندا، وتوفيت في 1860 في Channel-Port aux Basques ‏ في كندا.